# Świątynie, ogrody i stanowiska archeologiczne w Hiraizumi
Hiraizumi – architektura, ogrody i stanowiska archeologiczne reprezentujące buddyzm Czystej Krainy (jap. 平泉 ― 仏国土（浄土）を表す建築・庭園及び考古学的遺跡群 ―) – zespół pięciu stanowisk krajobrazowych i kulturowych w Japonii, w prefekturze Iwate. W 2011 obiekt został wpisany na listę światowego dziedzictwa UNESCO pod nazwą: „Hiraizumi – Temples, Gardens and Archaeological Sites Representing the Buddhist Pure Land” (jap. słowo „architektura” zostało zastąpione słowem „świątynie”).
Świątynie, ogrody i stanowiska archeologiczne w Hiraizumi, związane z buddyzmem Czystej Krainy, to pięć stanowisk, w tym święta góra Kinkei-san. Są to przede wszystkim budynki sakralne z XI i XII wieku, z czasów, kiedy Hiraizumi rywalizowało z Kioto jako główne centrum administracyjne północnej Japonii. Prowincja Hiraizumi była zdominowana przez buddyzm Czystej Krainy, który upowszechnił się w Japonii w VIII wieku. Ta szkoła buddyzmu głosiła odrodzenie ludzi po śmierci w Czystej Krainie. Połączenie sintoistycznego kultu przyrody z buddyzmem Czystej Krainy zaowocowało powstaniem unikalnej koncepcji projektowania ogrodów, charakterystycznej tylko dla Japonii (ogród japoński).

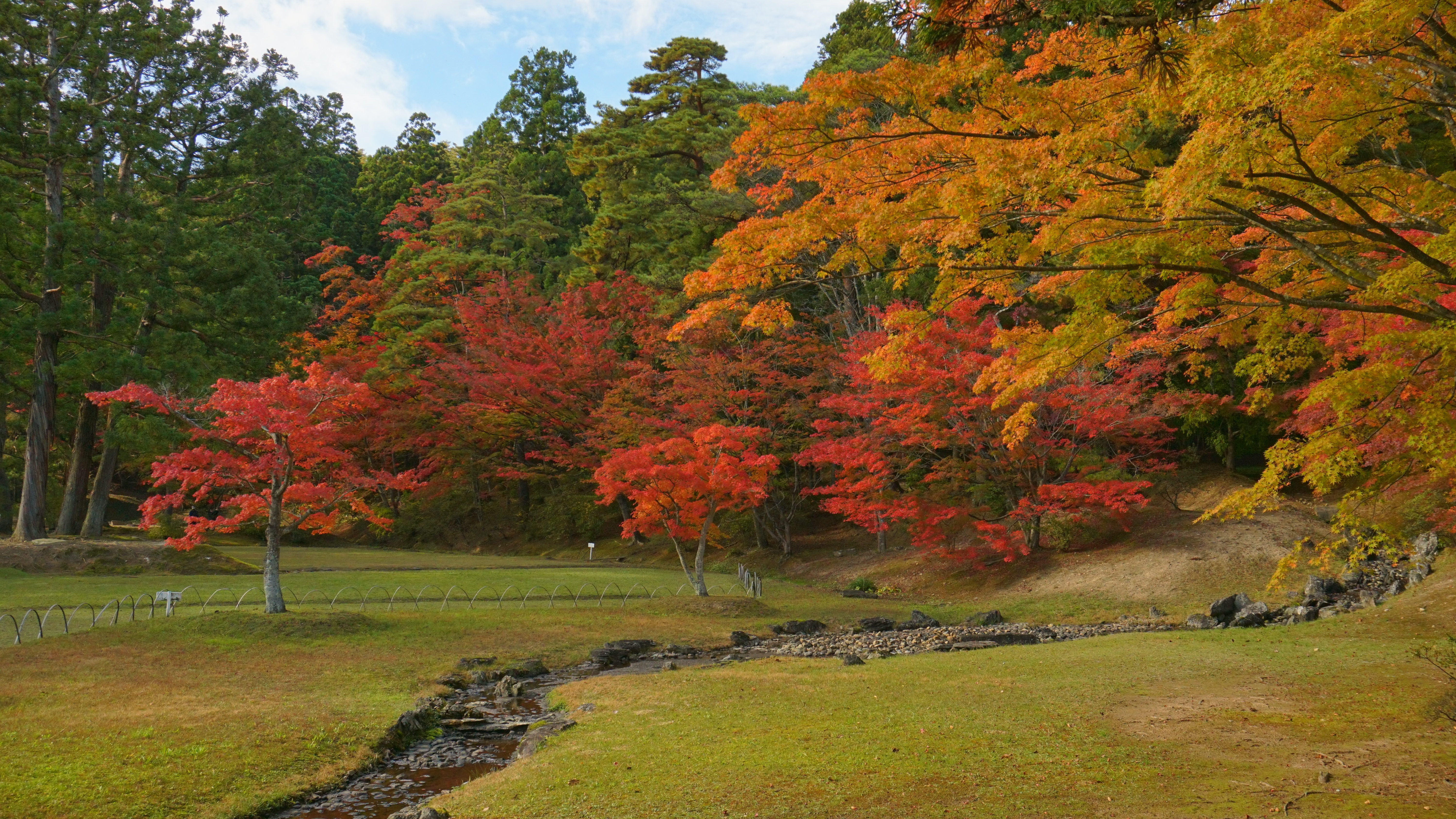
Ogród przy świątyni Mōtsū-ji

Cztery ogrody przy świątyniach zostały zbudowane przez rodzinę Ōshū Fujiwara jako symboliczne wyobrażenia buddyjskiej Czystej Krainy i jako urzeczywistniona wizja raju. Znaczna część obszaru Hiraizumi została zniszczona w 1189, kiedy miasto utraciło swoją rangę polityczną i administracyjną. Cztery kompleksy świątynne z ogrodami symbolizującymi Czystą Krainę, związane ze świętą górą Kinkei-san, stanowią wyjątkowy przykład planowania i projektowania ogrodów, który wpłynął na styl ogrodów w całej Japonii.

## Lista i opis stanowisk
| Nazwa                          | Stanowisko                       | Opis | Obraz |
| ------------------------------ | -------------------------------- | --- | ----- |
| Chūson-ji (jap. 中尊寺)        | Świątynia                        | Założona w 850, spłonęła w 1337, odbudowana. Zmumifikowane ciała samuraja Fujiwara no Kiyohira i jego spadkobierców znajdują się w Konjiki-dō, Złotej Sali poświęconej Buddzie Amidzie (skarb narodowy). Świątynia jest Specjalnym Miejscem Historycznym.                            |       |
| Mōtsū-ji (jap. 毛越寺)         | Świątynia i ogród                | Założona w 850, spłonęła w 1226, odbudowana. Obok ogród z XII wieku, z kamiennym strumieniem, stawem, plażą żwirową, półwyspem, wyspą i kamieniami ozdobnymi, jest szczególnym przykładem malowniczego piękna. Świątynia i związany z nią chram są Specjalnym Miejscem Historycznym. |       |
| Kanjizaiō-in (jap. 観自在王院) | Pozostałości po świątyni i ogród | Założona obok Mōtsū-ji w XII wieku i zniszczona w pożarze w 1573, potem odbudowana, ma 2 sale, poświęcone Buddzie Amidzie. Pozostałe fragmenty świątyni otacza ogród z XII wieku ze strumieniem, stawem, żwirową plażą, wyspą i wodospadem, jest Miejscem Malowniczego Piękna.       |       |
| Muryōkō-in (jap. 無量光院)     | Pozostałości świątyni i ogród    | Zbudowana w XII wieku; wzorowana na Byōdō-in w Kioto. Ogród z XII wieku ze stawem, wyspą i ozdobnymi kamieniami. Pozostałe fragmenty są Specjalnym Miejscem Historycznym. |       |
| Kinkei-san (jap. 金鶏山)       | Święta góra                      | Na tej górze zakopywano zniszczone sutry. Znajdują się tu pozostałości świątyni bóstwa Zaō Gongen. Góra jest związana z kultem Miroku. Jest to Miejsce Historyczne. |       |